# João Dantas Rothéa
João Dantas Rothéa ou João Dantas Rotheia (Antas, 04 de fevereiro de 1725 - São João do Rio do Peixe, 1794)  foi um colonizador, tenente de ordenanças, capitão-mor e coronel de Regimento de Cavalaria português. Casou-se, por volta de 1755, com Theresa de Jesus Maria, tendo os filhos com a mesma: Teresa de Jesus Dantas, Ana de Jesus da Paz, João Dantas Rothéa Filho, padre José Dantas Rothéa, Antônio Dantas Rothea, Pedro de Alcântara Dantas, Florinda da Conceição Dantas, Francisca da Conceição Dantas, Maria da Anunciação Dantas. 
Fundou o que hoje é o município de São João do Rio do Peixe na Paraíba, junto com seu sobrinho: Capitão Mor Domingos João Dantas Rothéa.

## Biografia

### Nascimento
Nasceu em 04 de fevereiro de 1725 no Lugar ou Aldeia de Antas , Freguesia de São Pedro de Rubiães, Distrito de Viana do Castelo em Portugal, era filho dos portugueses Manuel Gonçalves da Rua e de Maria Gonçalves, neto paterno de Lourenço Gonçalves e de Maria Lourença da Freguesia de São Miguel de Separdos, termo da Vila Nova de Cerveira. Neto materno de Domingos Fernandes e de Mariana Gonçalves da Freguesia de São Pedro de Rubiães. 
João Dantas Rothea era o quarto dos sete filhos do casal. Sendo seus irmãos: Domingos Gonçalves Dantas (20/05/1718), Mariana Gonçalves Dantas (03/01/1720), Francisca Luyza Gonçalves (04/02/1723), Brígida Gonçalves Dantas (06/03/1728), Capitão Antônio Gonçalves Dantas (05/10/1731), Maria Josefa Gonçalves (07/07/1734) e Tenente Manoel Gonçalves Dantas (06/08/1737). 
O seu sobrenome: Dantas vem da contração da partícula de ligação "de" com o termo Antas. É um apelido de origem toponímica retirado do Lugar de Antas da Freguesia de Rubiães, Distrito de Viana do Castelo, região norte de Portugal, entre os rios Douro e Minho.

### Chegada ao Brasil
Dentre os filhos homens do casal Manuel Gonçalves da Rua e Maria Gonçalves, pelo menos três, João, Antônio e Manoel, tiveram como destino o Brasil, quando ainda eram bem jovens entre seus vinte e cinco anos de idade. Os três irmãos chegaram ainda solteiros ao Brasil pelos fins da década de 1740 e logo se instalaram no sertão da Paraíba. Já Antônio se instalou no Cariri Cearense onde se casou e foi nomeado capitão.
Em 1751, João Dantas Rothea já ocupava o posto de tenente de ordenanças, e logo depois, possivelmente em 1755, se une em casamento com Theresa de Jesus Maria, natural de Goiana-PE, e irmã de Ana Maria da Conceição e Francisca Geralda do Sacramento, esta última esposa do Coronel José Gomes de Sá da povoação de Jardim (atual Sousa).
Por volta de 1760, João Dantas Rothea foi provido como Capitão e em 27 de setembro de 1769 lhe foi passada carta patente no posto de Coronel do Regimento da Cavalaria do Distrito de Piancó (região que compreende o alto sertão paraibano). 
Em 1767, João Dantas Rothea foi eleito ao cargo de juiz ordinário da Povoação de Nossa Senhora do Bom Sucesso do Piancó (Pombal) e seu termo, bem como ao cargo de presidente do Senado da Câmara da dita Povoação.
Á margem esquerda do Rio do Peixe, João Dantas Rothea se estabeleceu em sua "Fazenda São João", em terras adquiridas por compra a Casa da Torre da Bahia e posteriormente legalizadas e concedidas por meio de sesmaria. Nestas terras, construiu casas de morada, currais de gado, senzala e roçados de plantações, edificando os primeiros fundamentos que deram origem a povoação, posteriormente distrito, vila  e cidade.
Em torno da casa grande, foram surgindo outras novas habitações e em vista disso João Dantas Rothéa doou um terreno ao seu cunhado, o Padre Ignácio da Cunha Siqueira, que ergueu um primeiro Oratório que posteriormente se tornou uma Capela consagrada à invocação de Nossa Senhora do Rosário. Devido à grande religiosidade, cultura herdada pelos colonizadores, e pela existência de um templo, bem como um sacerdote que administrava os sacramentos e ritos religiosos, várias famílias se estabeleceram na localidade e num ritmo lento novas moradias foram surgindo em torno do templo.
Em virtude da aspiração de emancipação eclesiástica, surgiu, nesse momento, a necessidade de uma nova capela com maiores dimensões. 
O patrimônio para a nova capela do Rosário, que substituiu o primitivo oratório do padre Ignácio, foi uma doação do Capitão Mor Domingos João Dantas Rothéa e de sua esposa Mariana Gonçalves Dantas. A construção do novo Templo teve início nas primeiras décadas dos anos de mil e oitocentos, sendo uma edificação bem maior em relação ao primitivo oratório, uma vez que nos registros da época são citadas grades que separavam a capela-mor da nave central, sendo que em 1816 já se realizavam em seu interior, os primeiros sepultamentos da povoação e região. 
Um relato do Frei Caneca, anotado em seu diário na manhã de 03 de dezembro de 1824, registra a sua passagem pela povoação de São João do Rio do Peixe, quando o mesmo preso era conduzido pelas tropas imperiais rumo a sua execução em Recife. Assim registrou:
"Passamos pela povoação de S. João, onde há uma igreja por acabar; esta povoação é arrumada e cercada de paus entre as casas, é somente tem casas unidas junto a igreja, e estas mesmas são poucas, que não excedem ao número de 15."
A continuidade das obras do novo templo, ficaram a cargo do padre José Gonçalves Dantas, ordenado em 1825 no Seminário de Olinda-PE e que havia retornado em 1826 para São João.￼ 
Em 05 de janeiro de 1835, o padre José Gonçalves Dantas, já sendo o padre capelão, foi nomeado administrador da referida capela em substituição a João da Guerra Passos, função que desempenhou por muitos anos. 
Este sacerdote foi de fato o grande propulsor para a futura emancipação eclesiástica da capela do Rosário de São João, tendo em 28 de setembro de 1855, doado uma faixa de terras para ampliação do patrimônio da padroeira do lugar, bem como deixado em testamento datado de 03 de maio de 1856,  "hum conto de reis para se fazer o altar mor da capela". 
As obras de construção da nova capela tiveram maior impulso com a chegada do recém ordenado padre Joaquim Theophilo da Guerra, ordenado em 1850, também no Seminário de Olinda-PE. O padre Joaquim era filho do primeiro administrador da capela, João da Guerra Passos casado com Josefa de Jesus Dantas, portanto, parente próximo do padre José Gonçalves Dantas.
Em 1859, o templo já estava coberto com telhas, faltando apenas o seu acabamento, o que se deu no ano de 1863. Neste dito ano, em 28 de novembro, por meio da Lei Provincial n° 96, sancionada pelo presidente da Paraíba, Dr. Francisco de Araújo Lima, a Capela do Rosário é elevada a categoria de Igreja Matriz desmembrando-se da Matriz de Sousa. Pelala mesma lei, São João do Rio do Peixe era elevada a posição de Distrito de Paz. 
A elevação da Capela à Matriz e do Povoado à Distrito, impulsionou o desenvolvimento do lugar. Assim, foram instalados o tabelionato de paz, a subdelegacia distrital, juizado de paz, uma escola de primeiras letras e construido um cemitério. Para termos ideia do desenvolvimento e da grande área geográfica do referido distrito, o Recenseamento Geral do Império do Brasil de 1872, apontou uma população de 12.177 habitantes na Freguesia de Nossa Senhora do Rosário de São João do Rio do Peixe PB.
Essas transformações que se sucederam no distrito alteram o espaço antes rural e trazia um aspecto mais urbano, sinalizando a emancipação política e o consequente desmembramento do município de Sousa. 
Deste modo, após aprovação de projeto de lei por parte da Assembleia Legislativa Provincial, foi sancionada a Lei Provincial n° 727 de 08 de outubro de 1881, elevando São João do Rio do Peixe a categoria de vila, desmembrando politicamente de Sousa e se tornando município independente.

### Morte e legado
O Coronel João Dantas Rothea faleceu em 1794, sendo sepultado na antiga Igreja Matriz de Nossa Senhora dos Remédios da Povoação de Jardim (atual cidade de Sousa-PB). Deixou viúva dona Theresa de Jesus Maria, que veio a falecer em 07 de janeiro de 1812, sendo também sepultada "das grades para cima" no altar mor daquela primitiva igreja, ao lado do seu falecido marido. 
Este casal deixou avultada riqueza aos seus descendentes, muitos dos quais permaneceram fincados nas terras de São João até os dias de hoje. 
Sendo um colonizador português, João Dantas Rothea, enriqueceu por causa de suas fazendas de gado, conquistando no Brasil a almejada condição de nobre. Galgando postos oficiais, adquiriu uma posição de destaque e honra entre os seus contemporâneos.
O coronel João Dantas Rothea, mesmo não sendo o primeiro povoador é considerado o fundador de São João do Rio do Peixe PB, pelo fato do seu trabalho que consolidou o desenvolvimento do lugar. Não é a toa que São João é até hoje conhecida como São João dos Dantas.